# سیگویدین (سواو)
سیگویدین شهری در شهرستان سواو در استان بولکیمده در بورکینافاسوی غربی مرکزی است جمعیت آن ۲۸۰۲ نفر است.